# Loi interdisant la dissimulation du visage dans l'espace public
Ne doit pas être confondu avec Loi sur les signes religieux dans les écoles publiques françaises.
Lire en ligne

Texte sur Légifrance,

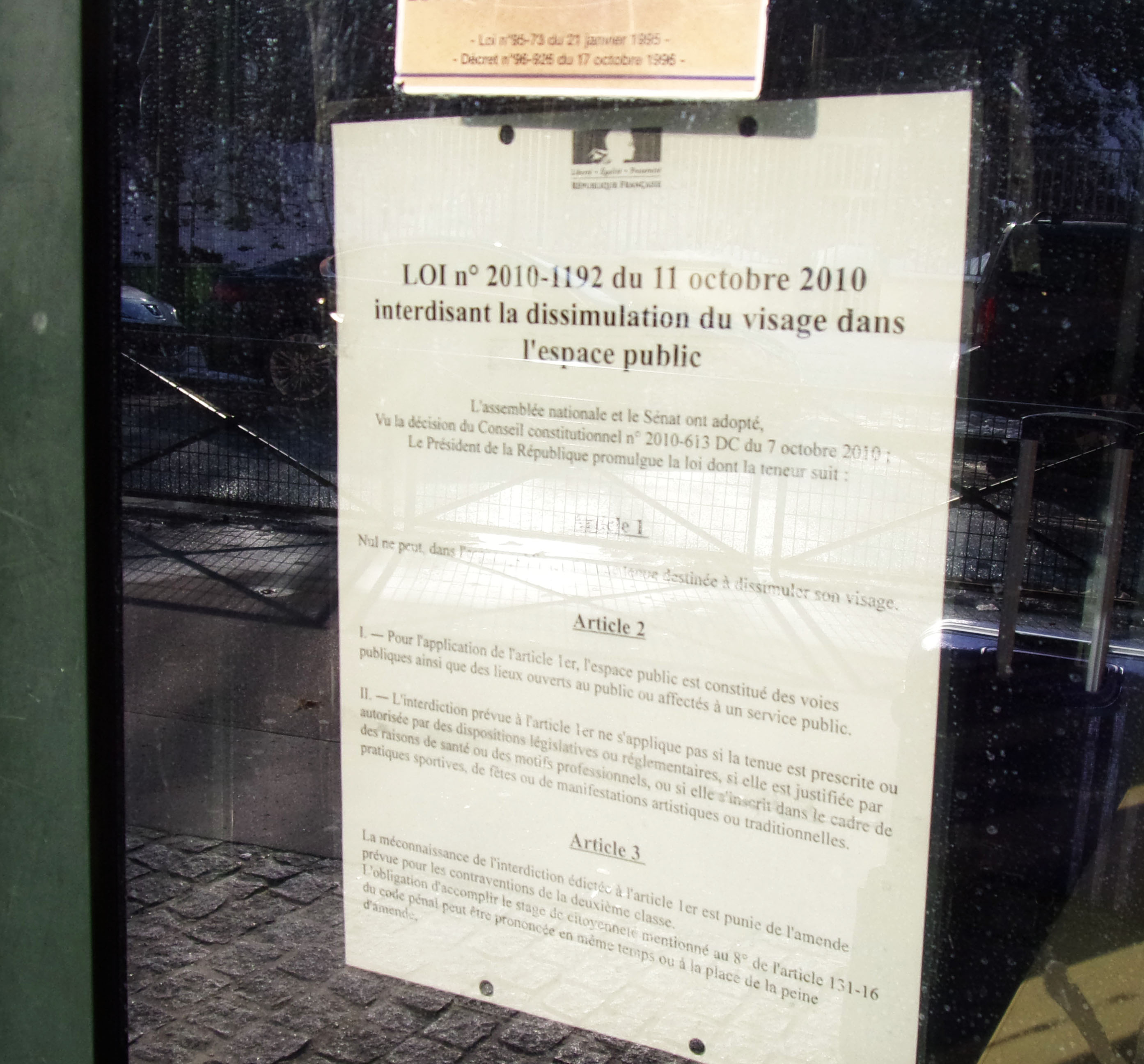
Affichage de la loi

La loi n°2010-1192 du 11 octobre 2010 interdisant la dissimulation du visage dans l'espace public est une loi française ayant pour objet d'interdire le port d'une « tenue destinée à dissimuler son visage ». Entrée en vigueur le 11 avril 2011, elle a été adoptée lors du mandat présidentiel de Nicolas Sarkozy dans un contexte marqué par un vif débat sur la place du voile intégral, et notamment du niqab, vêtement religieux islamique, dans l'espace public, notamment la rue et les établissements recevant du public.
La loi s'applique sur l'ensemble du territoire de la République française (article 6).

## Historique
Historiquement, le fait de se dissimuler le visage est une pratique suffisamment peu répandue en France pour y être généralement perçue comme un moyen d'agir à la dérobée, c'est-à-dire de dissimuler son identité pour des motifs peu avouables tels que des vols. La dissimulation du visage est parfois permise dans certaines circonstances comme le bal masqué ou le carnaval.
Dans les décennies précédant cette loi, en France métropolitaine, l'usage pour la plupart des femmes est d'aller et venir à visage découvert sans chercher à se couvrir les cheveux ou le visage, sauf dans certaines circonstances particulières ; en même temps, un nombre limité de femmes envisagent de porter des tenues dissimulant tout ou partie des cheveux et/ou du visage, selon des us et coutumes importés ou inspirés d'ailleurs, pouvant notamment présenter une connotation religieuse.

### Contexte socio-politique

Pays interdisant la burqa dans le monde (2025).
Interdit national – les pays interdisent des voiles intégraux.
Interdit local – certaines villes ou régions interdisent des voiles intégraux.
Interdiction de vente et de fabrication.
Interdit partiel – le gouvernement interdit les voiles intégraux dans certains endroits.

Pays interdisant la burqa en Europe (2025).
Interdit national – les pays interdisent des voiles intégraux.
Interdit local – les villes ou les régions interdisent des voiles intégraux.
Interdit partiel – le gouvernement interdit les voiles intégraux dans certains endroits.

La loi interdisant la dissimulation du visage dans les lieux publics s'inscrit dans un contexte socio-politique où la laïcité et la sécurité suscitent un très vif débat. De nombreux incidents fortement médiatisés font polémique et ramènent la question du voile intégral sur le devant de la scène. Par exemple, le 3 octobre 2010, l'opéra Bastille avait demandé à une spectatrice qui arborait un voile intégral de quitter les lieux en pleine représentation.
Un sondage mené par le journal Le Point sur un échantillon représentatif de la population française révèle que 57 % des Français sont favorables à l'interdiction du voile intégral dans les lieux publics.
Cette loi s'inscrit également dans un contexte où les attentats revendiqués par des groupes musulmans intégristes se multiplient dans le monde. Ces vagues d'attentat ont pour effet d'élever les dispositifs de sécurité et les contrôles d'identité. Dissimuler son visage pose donc un problème.

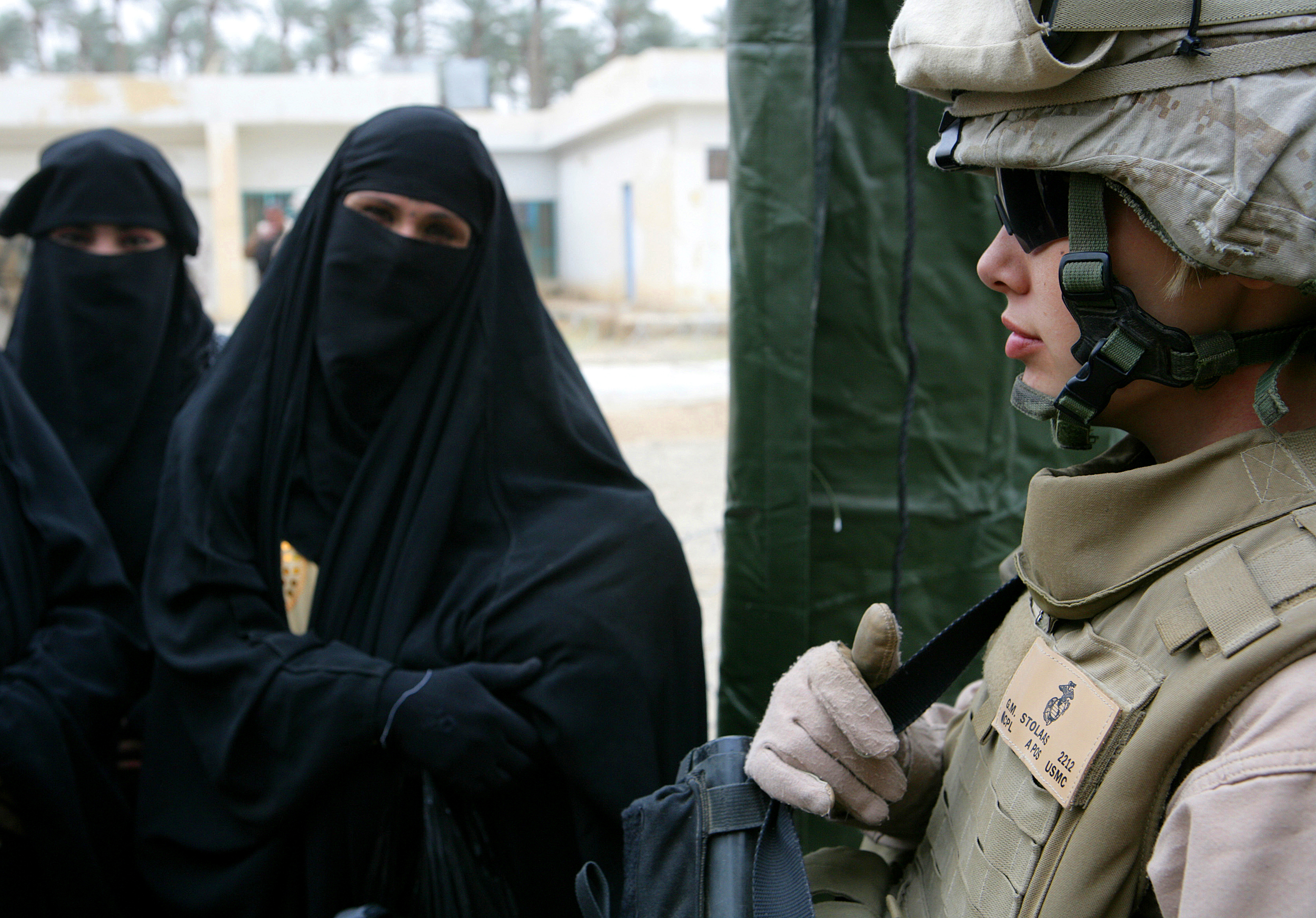
Femmes irakiennes en niqab, considéré comme « voile intégral »
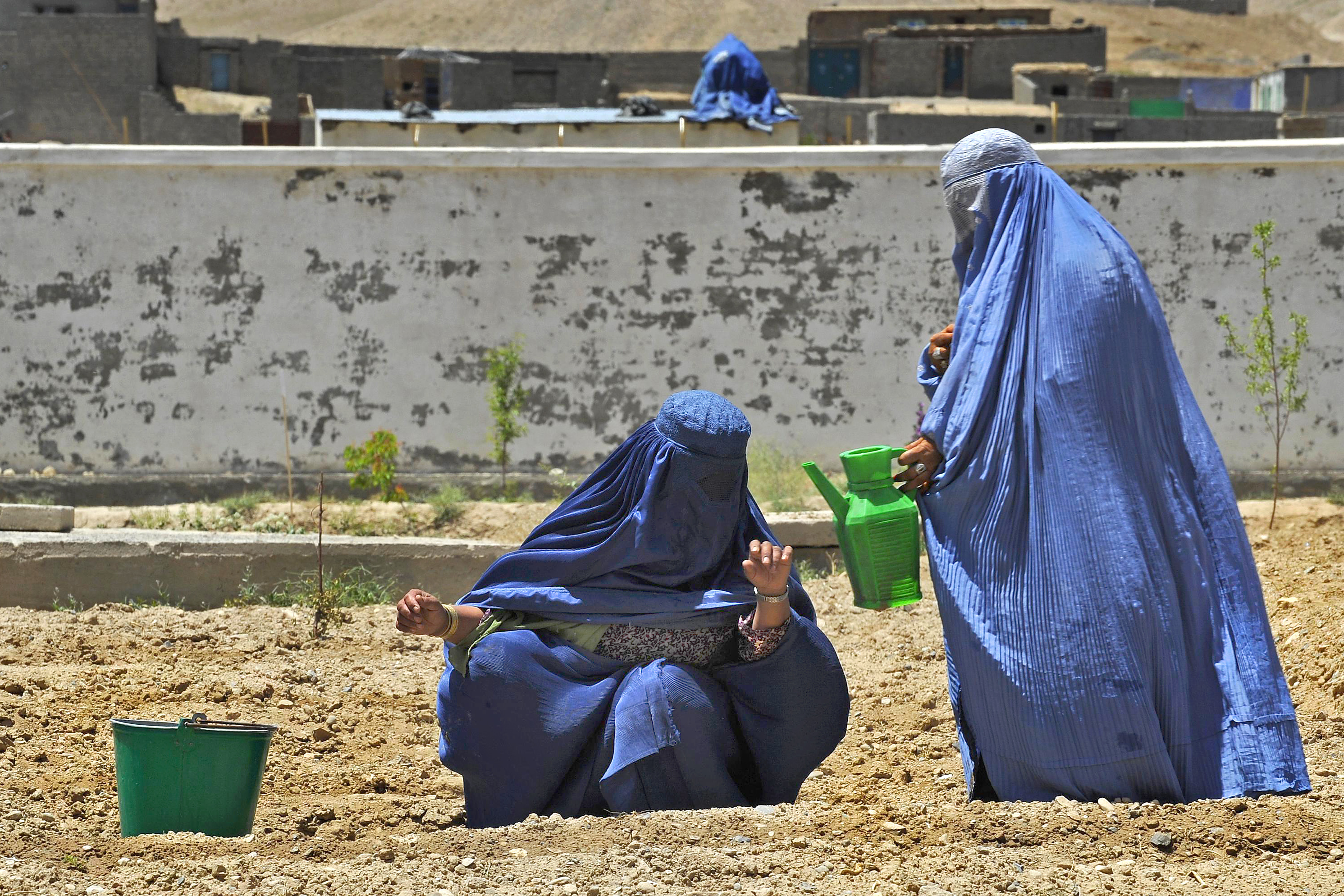
Femmes afghanes en burqa, considéré comme « voile intégral »

### Application
La promulgation de la loi n'entraîne pas dans la réalité la disparition de cette pratique, Constantin Languille remarquant, en 2015, que « le voile intégral continue d'être porté en France malgré l'interdiction ».
D'après le ministère de l'Intérieur, il y a eu 332 verbalisations en 2012, 383 en 2013, 397 en 2014 et 200 sur les neuf premiers mois de 2015. Entre avril 2011 et le 31 mars 2016, les services de police ont procédé à 1 726 contrôles qui ont donné lieu à 1 644 verbalisations et 82 avertissements.
Toujours selon le ministère de l'Intérieur, de 2011 à 2017, 1 977 contrôles ont été effectués sur la base de la loi de 2010. Ils ont concerné un millier de femmes, ont donné lieu à 1 830 verbalisations et 145 avertissements.

## Législation

### Présentation de la loi
L'article 1 de la Loi du 11 octobre 2010 dispose que « Nul ne peut, dans l'espace public, porter une tenue destinée à dissimuler son visage ».
Il est important de noter que « l'espace public » est une notion juridiquement inédite.
L'article 2 précise que « L'espace public est constitué des voies publiques ainsi que des lieux ouverts au public ou affectés à un service public ». L'article apporte également des nuances : « L'interdiction prévue à l'article 1er ne s'applique pas si la tenue est prescrite ou autorisée par des dispositions législatives ou réglementaires [par exemple un casque de moto], si elle est justifiée par des raisons de santé ou des motifs professionnels, ou si elle s'inscrit dans le cadre de pratiques sportives, de fêtes ou de manifestations artistiques ou traditionnelles ». Le port du masque chirurgical, très utilisé lors de la pandémie de Covid-19, est ainsi autorisé par cette loi.
L'article 3 avertit que « la méconnaissance de l'interdiction édictée à l'article premier est punie de l'amende prévue pour les contraventions de la deuxième classe. L'obligation d'accomplir le stage de citoyenneté peut être prononcée en même temps ou à la place de la peine d'amende ».
Le fait d'imposer à une ou plusieurs autres personnes de dissimuler son visage est puni d'un an d'emprisonnement et de 30 000 euros d'amende, peine doublée s'il s'agit de mineurs,.
Le Monde révèle que les renseignements intérieurs estimaient en 2009 que 2 000 femmes portaient le niqab ou la burqa en France.
Le Conseil d’État ayant affirmé, dans des avis au gouvernement, qu'elle n'aurait « aucun fondement juridique incontestable », la loi n'évoque aucunement la laïcité, ce principe ne s'appliquant qu’à l'État et à ses agents, à l’exception des élèves de l’éducation nationale, et non pas aux citoyens. La loi n'évoque aucun vêtement religieux, mais revendique la nécessité de découvrir son visage dans les rues et les lieux ouverts au public pour des raisons d’ordre public et de respect des « exigences minimales de la vie en société ».

### Motivations de la loi
La circulaire du 2 mars 2011 relative à la mise en œuvre de la loi, la justifie par le fait que :

« Se dissimuler le visage, c'est porter atteinte aux exigences minimales de la vie en société. Cela place en outre les personnes concernées dans une situation d'exclusion et d'infériorité incompatible avec les principes de liberté, d'égalité et de dignité humaine affirmés par la République française.
La République se vit à visage découvert. Parce qu'elle est fondée sur le rassemblement autour de valeurs communes et sur la construction d'un destin partagé, elle ne peut accepter les pratiques d'exclusion et de rejet, quels qu'en soient les prétextes ou les modalités. »

La loi a été publiée au Journal officiel du mardi 12 octobre 2010 et concerne donc l'« espace public », notion juridiquement inédite définie par la loi comme comprenant les voies publiques ainsi que lieux ouverts au public (à l'exception des lieux de culte, précise une réserve du Conseil constitutionnel, qui contredit ainsi l'extension à ces lieux préconisée par le Rapport Gerin-Raoult) ou affectés à un service public.

### Commentaires de la loi
Les commentateurs de la loi rappellent donc son « étrangeté juridique » car la loi se base sur des valeurs implicites qui peuvent parfois ne pas être comprises par des personnes fraîchement immigrées en France.
Des arguments féministes ont fleuri, comme l'association des « Femmes sans voile », qui se réjouit de cette loi qui aidera les femmes qui portent le voile sous la contrainte de leur mari. D'un autre côté, certaines féministes soulèvent également que le fait d'imposer à une femme de retirer ses vêtements pourrait également être source d'une oppression, estimant que c'est à la femme, et elle seule, de choisir si elle souhaite ou non se voiler. Pour certains militants antiracistes, la loi, qui viserait principalement les femmes musulmanes, ne serait qu'une conséquence du passé colonial de la France, rappelant que plusieurs décennies plus tôt elle a notamment cherché à dévoiler les femmes d'Algérie. Selon eux, cette loi ne serait donc qu'un instrument de domination des femmes musulmanes, sous couvert d'être présentée comme un outil de prévention pour la sécurité, d'égalité, et de liberté. Cette affaire fait également ressortir les débats autour de la notion d'ordre public moral, dit immatériel.
Les juristes favorables à la loi, notamment Guy Carcassonne, la justifient par la notion d'« ordre public ». Loi proposée par une partie minoritaire de la gauche, elle rencontre l'hostilité du Conseil d'État et l'approbation du Conseil constitutionnel.

## Avis internationaux notables

### Cour européenne des droits de l'homme
Le 11 avril 2011, une française musulmane se disant « adepte de la burqa » dépose une requête à la Cour Européenne des Droits de l'Homme (CEDH). La jeune femme indique qu'on n'exerce pas de pressions sur elle et qu'elle souhaite pouvoir s'habiller comme bon lui semble. Défendue par un cabinet d'avocats britannique et identifiée sous ses initiales de S.A.S, elle invoque trois articles de la convention européenne des droits de l'Homme : l'article 8, le droit au respect de la vie privée et familiale ; l'article 9, le droit à la liberté de pensée et de religion ; et l'article 14, l'interdiction des discriminations.
Le 1er juillet 2014, la CEDH se refuse à une très large majorité à condamner la France à la suite de cette demande. Pour autant, elle ne valide pas cette loi, mais estime qu'il faut laisser aux États une « large marge de manœuvre ». Elle précise que « la préservation des conditions du vivre ensemble est un objectif légitime à la restriction contestée et que, notamment au regard de l'ample marge d’appréciation dont l'État dispose sur cette question de politique générale suscitant de profondes divergences, l'interdiction posée par la loi du 11 octobre 2010 n'est pas contraire à la Convention ».
Le journal Le Monde rajoute : « Ce n'est pas une surprise : la Cour avait, dans une affaire comparable contre l'Italie, dû se livrer à quelques contorsions en matière religieuse pour ne pas froisser certains États sur une question particulièrement sensible ».
Une souplesse qui rend perplexe l'ONG Human Rights Watch : « Il est troublant que la Cour ait pris acte des effets négatifs spécifiques de cette interdiction sur les femmes musulmanes, mais l'ait néanmoins considérée comme justifiée ».

### Comité des droits de l'homme
Dans ses constatations rendues le 23 octobre 2018, le Comité des droits de l'homme des Nations unies — saisi par des plaignantes sanctionnées par ce texte en 2011 à Nantes — estime que la loi de 2010 « viole » la liberté de religion telle que la définit le Pacte international relatif aux droits civils et politiques. Il demande au gouvernement français de l’informer, dans les six mois, des mesures prises pour tirer les conséquences de ses observations, « y compris en réexaminant la loi ».

## Espace public
La loi édicte l'interdiction de la dissimulation du visage dans l'espace public. Or l'utilisation de cette notion d'« espace public » est une première dans la législation française, et n'est pas définie dans la loi française. L'article 2 de la loi précise donc que « l'espace public est constitué des voies publiques ainsi que des lieux ouverts au public ou affectés à un service public ». Si la définition de « voie publique » n'appelle pas de commentaire, les « lieux ouverts au public ou affectés à un service public » sont encore insuffisamment définis. Afin de lever les ambiguïtés, la circulaire du 2 mars 2011, relative à la mise en œuvre de la loi, précise donc cette notion :

« Constituent des lieux ouverts au public les lieux dont l'accès est libre (plages, jardins publics, promenades publiques…) ainsi que les lieux dont l'accès est possible, même sous condition, dans la mesure où toute personne qui le souhaite peut remplir cette condition (paiement d'une place de cinéma ou de théâtre par exemple). Les commerces (cafés, restaurants, magasins), les établissements bancaires, les gares, les aéroports et les différents modes de transport en commun sont ainsi des espaces publics.
Les lieux affectés à un service public désignent les implantations de l'ensemble des institutions, juridictions et administrations publiques ainsi que des organismes chargés d'une mission de service public. Sont notamment concernés les diverses administrations et établissements publics de l'État, les collectivités territoriales et leurs établissements publics, les mairies, les tribunaux, les préfectures, les hôpitaux, les bureaux de poste, les établissements d'enseignement (écoles, collèges, lycées et universités), les caisses d'allocations familiales, les caisses primaires d'assurance maladie, les services de Pôle emploi, les musées et les bibliothèques. »

Le 27 février 2016, le journal Le Monde définit l'espace public ainsi : « la rue, les transports en commun, mais aussi dans des lieux privés tels les commerces, les entreprises, les salles de spectacle ». D'après le journal, la burqa serait donc interdite dans les entreprises.
A contrario, dans un dossier consacré à ce sujet sur France Info, Philippe Duport déclare que le sujet de la burqa en entreprise semble plus complexe. En effet, pour les entreprises, l'espace public est celui où les employés peuvent éventuellement être en contact avec la clientèle : par exemple, les points de vente, les halls d’entrée. L'intérieur de l'entreprise n’est donc pas dans l'« espace public » et on pourrait croire que le voile intégral y est autorisé, ou, a minima, que le cas n’est pas tranché.
Et même si cela se produisait, l’espace non public de l’entreprise est soumis au règlement intérieur. Ce dernier est lui-même limité en matière de restriction religieuse par l’article 9 (2) de la Convention européenne des droits de l'homme « La liberté de manifester sa religion ou ses convictions ne peut faire l'objet d'autres restrictions que celles qui, prévues par la loi, constituent des mesures nécessaires, dans une société démocratique, à la sécurité publique, à la protection de l'ordre, de la santé ou de la morale publiques, ou à la protection des droits et libertés d'autrui. ». En pratique le port d’une tenue religieuse ne peut être interdite que si elle contredit un des six critères rendant impossible la poursuite du travail.
Or justement, le critère 2 : « les règles de sécurité », peut être évoqué ici. En effet, le chef d’entreprise se doit de garantir la sécurité de son personnel. Et pour cela, ne doit pas permettre l’accès aux locaux à « des personnes non autorisées ». Ce chef d’entreprise et les personnes à qui il a donné délégation, doivent pouvoir contrôler à tout moment l’identité de chaque personne présente dans les locaux.  
Fatima Achouri, consultante spécialisée sur le fait religieux musulman en entreprise, auteure d'un livre dédié au sujet Le Voile au travail  conclut : « Il est déjà très difficile pour une femme portant un voile islamique discret de pouvoir travailler sereinement dans une entreprise alors l’idée qu’une femme pourrait, ne serait ce que, rentrer dans une entreprise portant un voile intégral, est tout simplement farfelue ».

## Explication des origines de cette loi par la notion de valeur implicite
Le constitutionnaliste Guy Carcassonne explique qu'il y a deux types d'interdit dans un pays. Les interdictions explicites, les lois, et les interdictions implicites, les valeurs. Ces dernières pourraient se définir par « dans ce pays et de longue date, ce type de comportement est interdit ». On voit que cette définition peut poser des problèmes à des populations fraîchement arrivées sur un territoire qu'elles ne connaissent pas. Aussi les associations militantes qui défendent ces populations comme le Collectif contre l'islamophobie en France (CCIF) par exemple sont plus binaires. Marwan Muhammad, son porte-parole, déclare : « en France seule la loi compte, les « valeurs françaises n'existent pas » ».
Il est difficile donc pour les chefs d'entreprise comme pour la grande majorité des Français d'« expliciter les règles jusqu'ici implicites du vivre-ensemble ». D'après Constantin Languille, le pseudonyme de l'auteur du livre La Possibilité du cosmopolitisme. Burqa, droits de l'homme et vivre-ensemble, cette loi et ces règlements sont la « transcription dans le droit d'une common decency orwellienne signifiant qu'en France "on ne fait pas comme cela avec les femmes" ».
Guy Carcassonne rajoute qu'il est malaisé juridiquement de transformer ainsi une interdiction implicite, une valeur, en interdiction explicite, une loi. La jurisprudence doit alors sans cesse préciser les limites.